# Allée couverte von Blanc
Die Allée couverte von Blanc (französisch auch Dolmen de Blanc, Peyrelevade oder Cros de la Viurge) liegt beim Weiler Blanc nahe der Straße D 676 zwischen Beaumont-du-Périgord und Nojals-et-Clotte im äußersten Süden des Département Dordogne in Frankreich.
Die Megalithanlage wurde von François Jouannet im frühen 18. Jahrhundert, von Henry François Athanase Wigrin de Taillefer (1761–1833) im Jahre 1821 und von Leo Drounn 1876 erwähnt und gilt als eine der am besten erhaltenen in der Region Périgord. Sie ist seit 1971 als Monument historique klassifiziert.

## Beschreibung
Obwohl die Anlage als Allée couverte geführt wird, ist sie ein „Dolmen Angoulême“ (mit quadratischer oder rechteckiger Kammer). Dolmen ist in Frankreich der Oberbegriff für neolithische Megalithanlagen aller Art (siehe: Französische Nomenklatur). Die ursprüngliche Anlage war angeblich etwa 12,0 Meter lang. Die heute etwa 2,0 m breite und 4,5 m lange Kammer ist Nordwest-Südost orientiert und wird von einem etwa 1,2 m breiten und 1,5 m langen Gang erschlossen. Die Kammer besteht aus zwei erhaltenen stark abgewitterten Decksteinen die auf drei bzw. vier Seitenplatten ruhen.
Das Denkmal, im Besitz der historischen und archäologischen Gesellschaft von Périgord, war Gegenstand einer unsachgemäßen Restaurierung, die ihre ursprüngliche Anordnung veränderte.
Entsprechend einer lokalen Überlieferung erbaute die Jungfrau Maria diesen Dolmen für eine junge Schäferin, die durch einen Sturm erschreckt wurde, daher der lokale Name „Cros de la Viurge“ (dt. Kreuz der Jungfrau).
Etwa 750 m nordwestlich, an der Straße nach Naussannes, liegt der Dolmen von Peyre Nègre.